# Emilio José Martí Gómez
Emilio José Martí Gómez (La Llosa de Ranes, 12 de març de 1991 - Carcaixent, 20 d'octubre de 2019) va ser un futbolista amateur valencià, conegut viralment com a Emilio José després d'una entrevista a la televisió de Canals. El vídeo es va difondre el febrer de 2007, quan tenia 15 anys i va esdevindre un fenomen viral a l'internet valencià. Jugava de davanter o extrem esquerre al CD Llosa.
Juntament amb Panxo de Zoo i Paco Cabanes, El Genovés, va protagonitzar el vídeo de la desena edició del Festivern, i va ser l'encarregat de les campanades d'aquella edició de 2015. Va morir el 20 d'octubre de 2019 en un accident de circulació a la CV-41.